# Jiang Ziya
Jiang Ziya (siglo  XI a . C.), también conocido por varios otros nombres, fue un noble chino que ayudó a los reyes  de los reinos de Wen y Wu durante la dinastía Zhou a derrocar a los Shang en la antigua China. Tras su victoria en Muye, continuó sirviendo como ministro de la dinastía Zhou. Permaneció leal al regente Duque de Zhou durante la Rebelión de los Tres Guardias. Después de las incursiones punitivas del duque contra los inquietos bárbaros orientales o Dongyi, Jiang fue enfeudado con su territorio de la marca de Qi. Finalmente estableció su hogar en Yingqiu (actualmente Linzi).

## Nombres
Como el primer marqués de Qi llevaba el nombre de pila Shang. La nobleza de la antigua China llevaba dos apellidos, un nombre ancestral y un nombre de clan. Los suyos eran Jiang y Lü, respectivamente. Tenía dos nombres de cortesía, Shangfu y Ziya, que sus compañeros usaban para tratarlo con respeto. Los nombres Jiang Shang y Jiang Ziya se convirtieron en los más comunes después de su uso en la popular novela de la era Ming Fengshen Yanyi, escrita más de 2.500 años después de su muerte.
Tras la elevación de Qi a ducado, su nombre póstumo se convirtió en el Gran Duque de Qi, a menudo traducido erróneamente como si fuera un nombre ("Duque Tai"). Es bajo este nombre como aparece en los registros del 'gran historiador' Sima Qian. También se le conoce con menos frecuencia como "Gran Duque Jiang", el "Gran duque de la esperanza" y el "Lü esperanzado".

## Antecedentes
El último gobernante de la dinastía Shang, el rey Zhou de Shang, era un dueño de esclavos tiránico y libertino que pasaba sus días de juerga con su concubina favorita Daji y, ejecutaba o castigaba sin piedad a los oficiales honestos y a todos los demás que se oponían a sus caminos. Después de servir fielmente a la corte de Shang durante aproximadamente veinte años, Jiang encontró insufrible al rey Zhou de Shang y fingió locura para escapar de la vida de la corte y del poder del gobernante. Jiang era un experto en asuntos militares y esperaba que algún día alguien lo llamara para ayudar a derrocar al rey. Jiang desapareció, solo para resurgir en el campo de Zhou a la edad apócrifa de setenta y dos años, cuando fue reclutado por el rey Wen de Zhou y se convirtió en un elemento fundamental en los asuntos de Zhou. Se dice que, mientras estaba en el exilio, continuó esperando plácidamente, pescando en un afluente del río Wei (cerca de la actual Xi'an) usando un anzuelo sin púas o incluso sin anzuelo, en la teoría de que el pez acudirían a él por su propia voluntad cuando estuvieran preparados.

## Contratado por el rey Wen de los Zhou

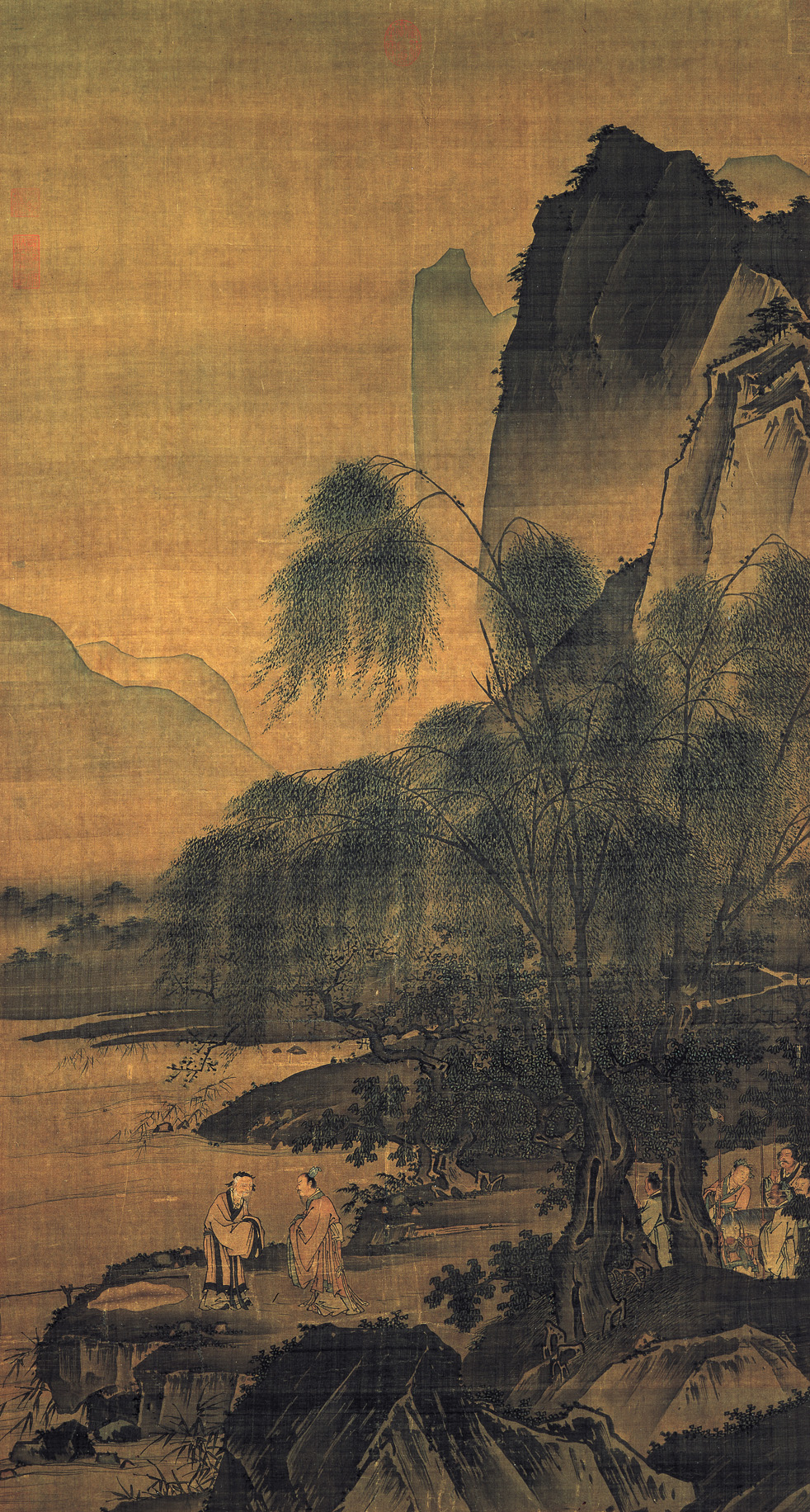
Dai Jin, dejando caer un hilo de pescar en la orilla del río Wei, Museo del Palacio Nacional

El rey Wen de Zhou, (centro de Shaanxi), encontró a Jiang Ziya pescando. El rey Wen, siguiendo el consejo de su padre y su abuelo antes que él, estaba en busca de personas con talento. De hecho, su abuelo, el Gran Duque de Zhou, le había dicho que un día aparecería un sabio para ayudar a gobernar el estado de Zhou.
El primer encuentro entre el rey Wen y Jiang Ziya está registrado en el libro que registra las enseñanzas de Jiang al rey Wen y al rey Wu, las Seis Enseñanzas Secretas (太公 六韜 / 太公 六韬). Se registró que la reunión se caracterizó por un aura mítica común a las reuniones entre grandes personajes históricos en la antigua China. Antes de ir a cazar, el rey Wen consultó a su escriba principal para realizar la adivinación a fin de descubrir si el rey tendría éxito. Las adivinaciones revelaron que, "'Mientras cazas en la orilla norte del río Wei obtendrás una gran captura. No será ninguna forma de dragón, ni tigre ni gran oso. Según las señales, encontrarás un duque o marqués allí a quien el cielo ha enviado para ser su maestro. Si es empleado como su asistente, prosperará y los beneficios se extenderán a tres generaciones de reyes Zhou '". Reconociendo que el resultado de esta adivinación fue similar al resultado de las adivinaciones dadas para su antepasado mayor, el rey Wen observó una dieta vegetariana durante tres días con el fin de purificarse espiritualmente para la reunión. Mientras estaba de caza, el rey Wen se encontró con Jiang pescando en una estera de hierba, La conversación subsiguiente entre Jiang Ziya y el Rey Wen forma la base del texto de las Seis Enseñanzas Secretas .
Cuando el rey Wen conoció a Jiang Ziya, a primera vista sintió que se trataba de un anciano inusual y comenzó a conversar con él. Descubrió que este pescador de pelo blanco era en realidad un astuto pensador político y estratega militar. Este, pensó, debía ser el hombre al que estaba esperando su abuelo. Llevó a Jiang Ziya a la corte y lo nombró primer ministro y le dio el título de Jiang Taigong Wang ("La esperanza del gran duque", o "Lo esperado del gran duque") en referencia a un sueño profético que Danfu, abuelo de Wenwang, había tenido muchos años antes. Esto luego se redujo a Jiang Taigong. El rey Wu se casó con la hija de Jiang Ziya, Yi Jiang, quien le dio varios hijos.

## Ataque de los Shang
Después de la muerte del rey Wen, su hijo, el rey Wu , que heredó el trono, decidió enviar tropas para derrocar al rey de Shang. Pero Jiang Taigong lo detuvo, diciendo: "Mientras estaba pescando en Panxi, me di cuenta de una verdad: si quieres tener éxito debes ser paciente. Debemos esperar la oportunidad apropiada para eliminar al Rey de Shang". Pronto se informó que la gente de Shang estaba tan oprimida que nadie se atrevía a hablar. El rey Wu y Jiang Taigong decidieron que era el momento de atacar, porque la gente había perdido la fe en el gobernante. La sangrienta batalla de Muye se produjo a unos 35 kilómetros de la capital de Shang, Yin (hoy en día Anyang, provincia de Henan).
Jiang Taigong cargó a la cabeza de las tropas, golpeó los tambores de batalla y luego, con 100 de sus hombres, llevó a las tropas Shang hacia el suroeste. Las tropas del rey Wu se movieron rápidamente y rodearon la capital. El Rey Shang había enviado esclavos relativamente inexpertos a luchar. Esto, más el hecho de que muchos se rindieron o se rebelaron, permitió a Zhou tomar la capital.
El rey Zhou prendió fuego a su palacio y murió en él, y el rey Wu y sus sucesores cuando la dinastía Zhou establecieron el gobierno sobre toda China. En cuanto a Daji, una versión dice que fue capturada y ejecutada por orden del propio Jiang Taigong, otra que se quitó la vida, otra que fue asesinada por el rey Zhou. Jiang Taigong fue nombrado duque del estado de Qi (actual provincia de Shandong), que prosperó con mejores comunicaciones y explotación de sus recursos pesqueros y salinos bajo su mando.
Como el primer ministro más notable empleado por el rey Wen y el rey Wu, fue declarado "el maestro de la estrategia", lo que resultó en que el gobierno de Zhou se hiciera mucho más fuerte que el de la dinastía Shang a medida que pasaban los años.

## Puntos de vista personales e influencia histórica
Un relato de la vida de Jiang Ziya escrito mucho después de su época dice que sostenía que un país podía volverse poderoso solo cuando la gente prosperaba. Si los funcionarios se enriquecían mientras la gente seguía siendo pobre, el gobernante no duraría mucho. El principio fundamental para gobernar un país debería ser amar a la gente; y amar a la gente significaba reducir los impuestos y aumentar el trabajo. Al seguir estas ideas, se dice que el rey Wen hizo que el estado de Zhou prosperara muy rápidamente.
Su tratado sobre estrategia militar, Seis enseñanzas secretas, se considera uno de los Siete clásicos militares de la antigua China.
En la dinastía Tang se le otorgó su propio templo estatal como patrón marcial y, por lo tanto, alcanzó un estatus oficialmente sancionado que se acerca al de Confucio.

## Familia
Esposas:
- Dama, del linaje Ma (馬氏)

- Shen Jiang, del clan Jiang de Shen (申 姜 姜姓)

Hijos:
- El primer hijo, el príncipe Ji (公子 伋; 1050–975 a. C.), gobernó como duque Ding de Qi entre 1025 y 975 a. C.
- ElPríncipe Ding (公子 丁)
- El Príncipe Ren (公子 壬)
- El Príncipe Nian (公子 年)
- El Príncipe Qi (公子 奇)
- El Príncipe Fang (公子 枋)
- El Príncipe Shao (公子 紹)
- El Príncipe Luo (公子 駱)
- El Príncipe Ming (公子 銘)
- El Príncipe Qing (公子 青)
- El Príncipe Yi (公子 易)
- El Príncipe Shang (公子 尚)
- El Príncipe Qi (公子 其)
- El Príncipe Zuo (公子 佐)

Hijas:
- Primera hija, Yi Jiang (邑 姜)

Se casó con el rey de Wu de la dinastía Zhou (m. 1043 a. C.) y tuvo descendencia (el rey Cheng de la dinastía Zhou, Shu Yu de Tang)
Sus descendientes adquirieron su Shang personal como apellido.

## En el taoísmo

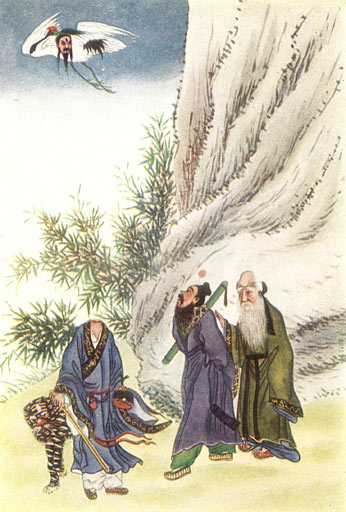
Jiang Ziya y Kunlun

En la creencia china y taoísta, a veces se considera que Jiang Ziya fue un adepto taoísta. En una leyenda, usó el conocimiento que obtuvo en Kunlun para derrotar a los protectores sobrenaturales de Shang Qianliyan y Shunfeng'er usando la sangre de un perro negro. También es un personaje destacado en el Romance de la investidura de los dioses de la dinastía Ming, en el que es el archirrival de Daji y es personalmente responsable de su ejecución.
Hay dos xiehouyu (nombre dado a un tipo de proverbios chinos) sobre él:
- Peces del Gran Duque Jiang: aquellos que están dispuestos a morder el anzuelo (姜太公 釣魚 —— 願 者 上鉤), que significa "meter la cabeza en la soga".

- Gran duque Jiang La investidura de los dioses - omitiéndose a sí mismo (姜太公 封神 —— 漏 了 自己), que significa "dejar de lado a uno mismo".

## En la cultura popular

### Manga
El protagonista de Hoshin Engi, Taikoubou (Tai Gong Wang), está basado en Jiang Ziya. Sin embargo, su personalidad es bastante cómica.

### Videojuegos
- En el escenario "Unificación china" del paquete de expansión Civilization IV: Warlords, Jiang Ziya es el líder del Estado de Qi.

- También se puede jugar en los videojuegos Aizouban Houshin Engi, Hoshin Engi 2 y Mystic Heroes.

- Jiang Ziya es un personaje jugable en Koei Warriors Orochi 2. En el juego, se le conoce alternativamente como Taigong Wang. Sin embargo, un marcado contraste con las novelas históricas sería que se lo retrata como un joven apuesto, que es bastante arrogante, aunque todavía es un estratega divinamente dotado y un buen hombre de corazón. A menudo otros, como Fu Xi, Nüwa y Daji, lo llaman "niño". La razón de su diseño radicalmente improvisado puede ser para enfatizar su rivalidad con Daji, cuyo diseño de personajes la representa como joven y hermosa también. Sus enfrentamientos están vagamente inspirados en el Fengshen Yanyi.

- En Final Fantasy XI, el artículo "Caña de pescar de Lu Shang" se otorga a los jugadores por capturar 10,000 carpas. Es digno de mención por su capacidad para capturar peces grandes y pequeños, y es notoriamente difícil de romper.

- En el juego en línea War of Legends, Jiang Ziya es un monje jugable, con 45 de "habilidad".

- En el popular juego Eiyuu Senki, Tai Gong Wang es una de las mujeres entre los héroes antiguos que el jugador encontrará en el juego.

- En Dragalia Lost, Jiang Ziya es el nombre de una aventurera Qilin que se puede obtener.

### Películas
- Jiang Ziya - Es una Película china de aventuras y fantasía animada por computadora en 3D del año 2020 dirigida por Cheng Teng y Li Wei. Con la popular figura mitológica china Jiang Ziya, la trama se basa libremente en la novela clásica La investidura de los dioses, atribuida a Xu Zhonglin.

### Literatura
- En la trilogía The Poppy War de RF Kuang, Jiang Ziya es el nombre de un maestro de lore en la Academia Sinegard, y la figura principal y mentor del protagonista.